# Matucana (Peru)

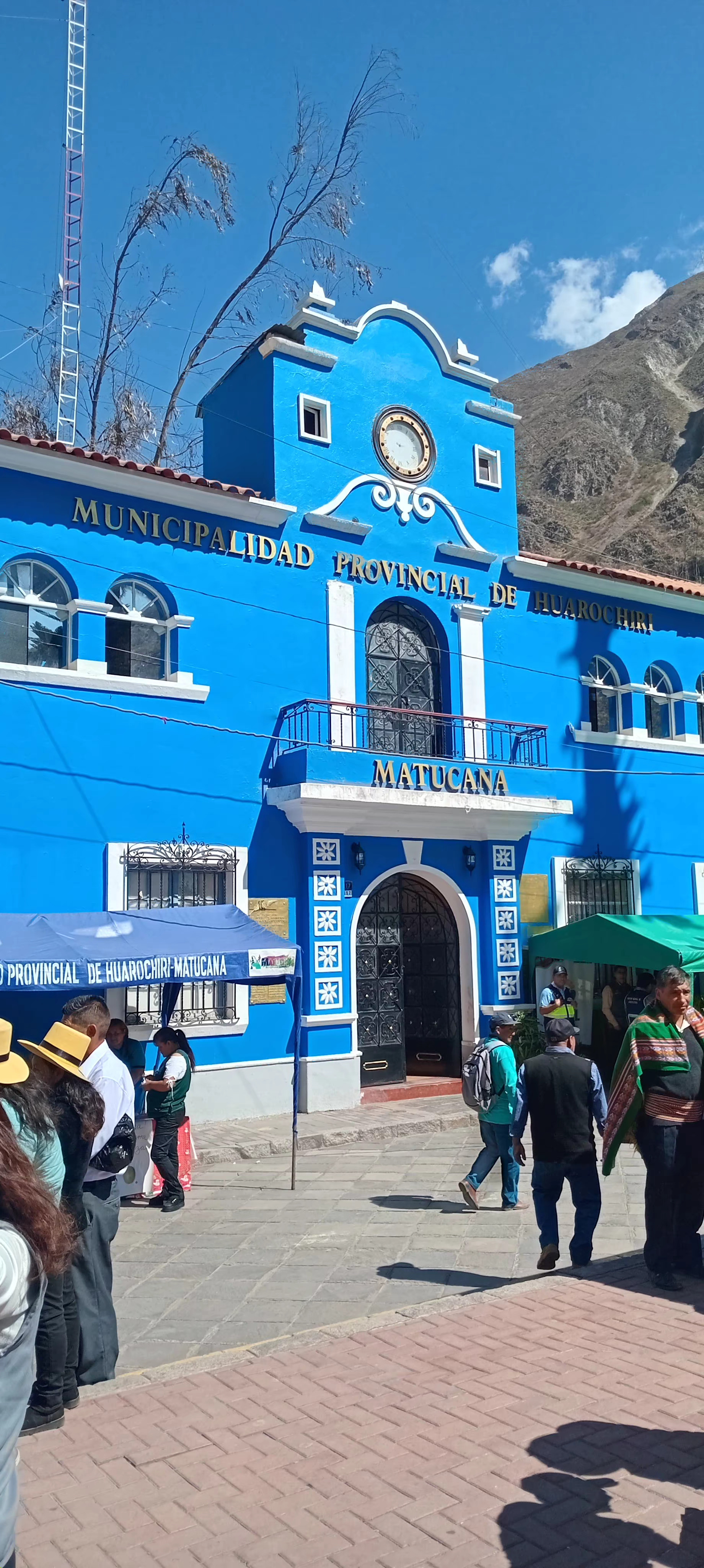
Municipalidad Provincial de Huarochirí

Matucana ist die Hauptstadt der Provinz Huarochirí in der Region Lima am Westabhang der peruanischen Westkordillere.

## Lage
Matucana liegt auf einer Höhe von 2378 m über dem Meeresspiegel am linken Flussufer des Río Rímac, der bei Callao in den Pazifischen Ozean mündet. Matucana liegt in jeweils 75 Kilometer Entfernung von der Metropole Lima in westsüdwestlicher Richtung und dem Eisenbahnknotenpunkt La Oroya im Andenhochland im Nordosten.

## Klima
Das Klima von Matucana ist trocken und gemäßigt mit Tageshöchsttemperaturen von 27 °C im Sommer und 19 °C im Winter.

## Bevölkerung
Matucana hatte beim Zensus 2017 2546 Einwohner. Die Einwohnerzahl lag 10 Jahre zuvor bei 2674.

## Verkehr
Der Bahnhof von Matucana liegt an der Bahnstrecke Lima–La Oroya. Hier verkehren in der Regel nur Güterzüge, der planmäßige öffentliche Personenverkehr ist eingestellt. Allerdings verkehrt saisonal alle zwei Wochen ein Touristenzug zwischen Lima und Huancayo, der auch in Matucana hält.

## Sonstiges
Im Januar 1998 wurden nach heftigen Regenfällen Teile von Matucana durch eine verheerende Schlamm- und Gerölllawine verschüttet, weil ein Bergsee über die Ufer getreten war und sich ins Tal ergoss, so dass mehrere hundert Menschen obdachlos und mehr als 15 Menschen starben.
Die Kakteengattung Matucana ist nach dem Ort benannt.